# Раміро Енріке
Раміро Енріке Пас (ісп. Ramiro Enrique Paz, нар. 4 травня 2001, Бурсако, Аргентина) — аргентинський футболіст, нападник клубу МЛС «Орландо Сіті».

## Ігрова кар'єра

### Клубна
Раміро Енріке є вихованцем столичного клубу. 10 березня 2021 року футболіст зіграв першу гру в основі у матчі Кубка Аргентини, а 2 квітня дебютував у матчах чемпіонату країни.
В Аргентині Енріке відіграв два сезони, а в січні 2023 року перейшов до клубу МЛС «Орландо Сіті», підписавши з клубом контракт до кінця сезону 2025 року з опцією продовження ще на рік або два. 25 лютого Енріке зіграв першу гру в турнірі МЛС.

### Збірна
У 2019 році Раміро Енріке отримував виклики до юнацької збірної Аргентини (U-19).

## Особисте життя
Батько Раміро — Ектор Енріке, відомий у минулому футболіст. Чемпіон Аргентини та переможець Кубка Лібертадорес у складі «Рівер Плейт», а також чемпіон світу 1986 року у складі збірної Аргентини.